# Johan Oskar Johansson-Humbla
Johan Oskar Johansson-Humbla, född 21 december 1860 i Västervik, Kalmar län, död 4 juli 1950 i Tuna, Kalmar län, var en svensk sjöman och torpare. Han var en av de 146 båtsmän som deltog i fregatten Vanadis världsomsegling 1883–1885.

## Uppväxt
Johan Oskar Johansson-Humbla föddes på stadsbondgården Hellesborg i Västervik. Hans mor, pigan Maria Gustava Petersdotter (1839–1861), dotter till Peter Magnus Andersson, var ogift och dog när han var fyra månader gammal, i april 1861. Hans far är okänd, men förmodligen hette han Johansson. Humbla växte upp hos morföräldrarna i Hallingeberg, där han gick i folkskola hos klockaren och skolläraren K. J. Karlstedt. När han just fyllt elva år dog hans mormor och strax efteråt han morfar, varefter han livnärde sig som dräng hos bönder i Stormbo och Hatterbo.

## Båtsman
Humbla hade allt ifrån barndomen längtat till det vida, ändlösa havet och hörde i ungdomsåren talas om möjligheten att bli båtsman i Kungliga flottan. När han ej ännu fyllt sjutton år och ett torp skulle bli ledigt i Tjusts båtsmanskompani sökte han upp kompanichefen. Han antogs 20 november 1877 till båtsman vid Rumhults rote i Hjorteds socken i Småland och skrevs in på båtsmanstorp nr 100, Kropphällarna. Han fick sitt båtsmansnamn, Humbla, från föregångaren på samma torp. Han fick dock inte flytta in i torpet, eftersom han var ogift.
I september 1878 blev han rekryt vid Svenska flottans station i Karlskrona, med åtta månaders landexercis (gevärsexercis, repklättring och marschövningar) och fyra månader till sjöss på korvetten Norrköping till Östersjön och Nordsjön. 1880 seglade han med fregatten Vanadis längs Medelhavets kust och besökte Palestina, Egypten, Grekland och Italien. När de anlöpte Neapel fick de bevittna ett utbrott av vulkanen Vesuvius.

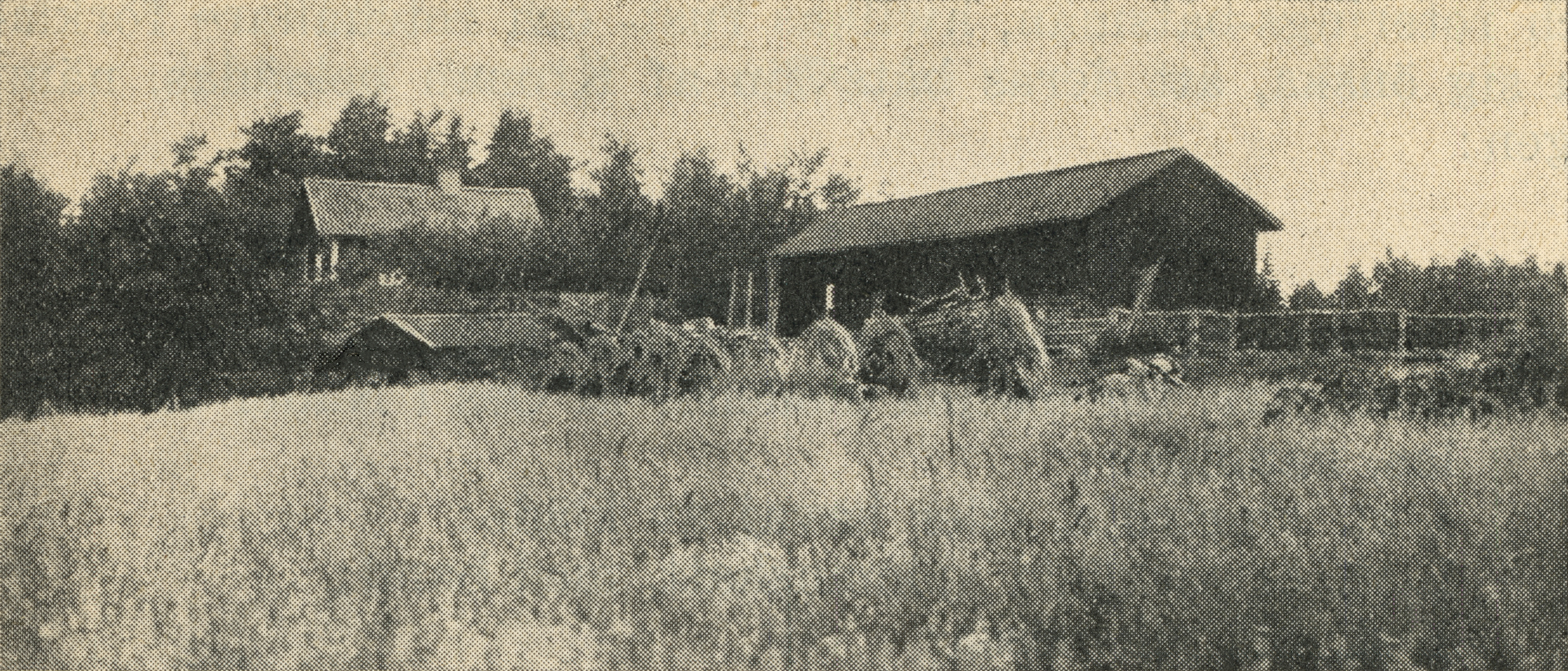
Båtsmanstorp nr 100, Kropphällarna, i Hjorteds socken.

Midsommar 1882 gifte han sig med Emelia Matilda Nilsdotter (1856–1929) och fick äntligen flytta in i båtsmanstorpet. De fick sonen Johan Gottfrid (1897–1964).
Humbla var en av de 146 båtsmän som deltog i Vanadis världsomsegling 1883–1885. Han hade tänkt stanna i Svenska flottan i 30 år för att bli berättigad till pension. I april 1892 väntade han på sin rättmätiga befordran till korpral, men blev förbigången och beslutade att omedelbart begära avsked efter 14 års tjänst. Han lämnade båtsmanstorpet och blev civil torpare.

## Äldre år
Sommaren 1916 köpte Humbla torpet Karlsberg under Totebo och flyttade dit med familjen. 1927 flyttade hans hustru Emelia Matilda in på ålderdomshemmet i Tuna och samma år blev sonen Johan Gottfrid omyndighetsförklarad på grund av sinnessjukdom. 1928 flyttade Humbla med sonen till Blixtorp och efter att hustrun dött 1929 flyttade de till Tuna.
Humbla deltog i 45-årsjubileet av Vanadis världsomsegling som ägde rum 5 december 1928 på hotell Kronprinsen i Stockholm. Han hade av ekonomiska skäl inte kunnat närvara vid 20-årsjubileet 1903, men nu, 25 år senare, hade han sålt sitt sista lantbruk och kunde kosta på sig en resa till huvudstaden, där han stannade i över två veckor och förde dagbok över vistelsen.
När fregatten Vanadis gick sitt slutliga öde till mötes och höggs upp 1945 hade Humbla flyttat in på ålderdomshemmet i Tuna och var sedan många år starkt knuten till en frikyrklig förening. I hemsocknarna hade han gjort sig känd som lekmannapredikant i gammalluthersk anda och sågs ofta på vandring i byarna för att hålla möten, läsa dikter och berätta minnen från sin tid som båtsman.
På ålderdomshemmet fick han några år senare besök av Radiotjänst (nuvarande Sveriges Radio) som ville göra ett program om Humbla och hans upplevelser från den historiska världsomseglingen. I december 1948 sändes programmet i radio.

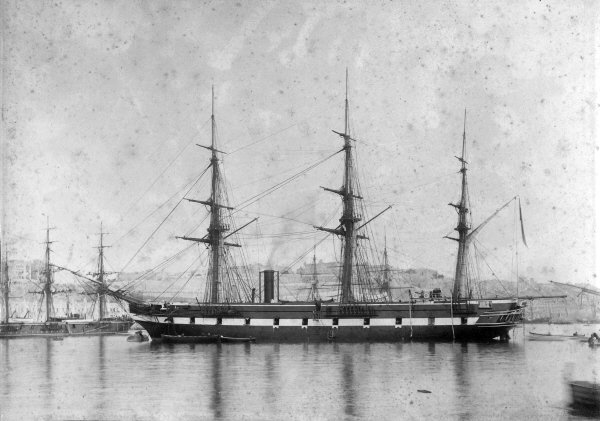
Fregatten Vanadis i Valletta, Malta, 1885, ur Sjöhistoriska museets bildarkiv.

## Vanadis världsomsegling 1883–1885
Vid tiden för Vanadis världsomsegling 1883 var Humbla 23 år och redan en erfaren båtsman med närmare sex tjänsteår bakom sig. I september 1883 var han dock inkallad för tjänstgöring som kasernvakt vid örlogshamnen i Karlskrona och inte alls påtänkt till besättningen för denna resa. Kort innan fartyget skulle kasta loss rymde emellertid en båtsman från Öland och med ett par dagars varsel fick Humbla veta att han skulle mönstra ombord på Vanadis igen.

### Dagböcker
Som så många andra sjömän diktade Humbla flitigt ombord. Det resulterade i en utförlig dagbok om den långa, händelserika resan. Han skildrade även världsomseglingen i  en sjömanssång på inte mindre än 87 verser. Hans dagboksanteckningar har publicerats vid två tillfällen, 1927 och 1978. Den första utgåvan innehåller ett förord av dagboksförfattaren själv medan texten har bearbetats av Erik Lehmann. Den andra utgavs av Hans Manneby vid Sjöhistoriska museet i Stockholm som med hjälp av Humblas dagbok skildrade resan. Dagboken i original donerades till Kulbackens museum (nuvarande Västerviks museum) i Västervik.
- Humbla, Johan Oskar; Erik Lehmann (1927). Med fregatten Vanadis på världsomsegling 1883-1885 : F.d. båtsman Humblas dagboksanteckningar och minnen, samlade och utgivna av Erik Lehmann. Västervik: Erik Lehmann. Libris 1332041
- Humbla, Johan Oskar; Hans Manneby (1978). Båtsman Humbla : anteckningar från Vanadis världsomsegling 1883-85. Stockholm: Rabén & Sjögren i samarbete med Statens sjöhistoriska museum. Libris 7234243

Fem av besättningsmedlemmarna på Vanadis förde någon form av dagbok under resan – förutom Humbla även prins Oscar Bernadotte, underlöjtnant Svante Natt och Dag, båtsman Fredrik Wilhelm Stenman och flaggstyrman C. G. Mårtensson.